# Romano Rui

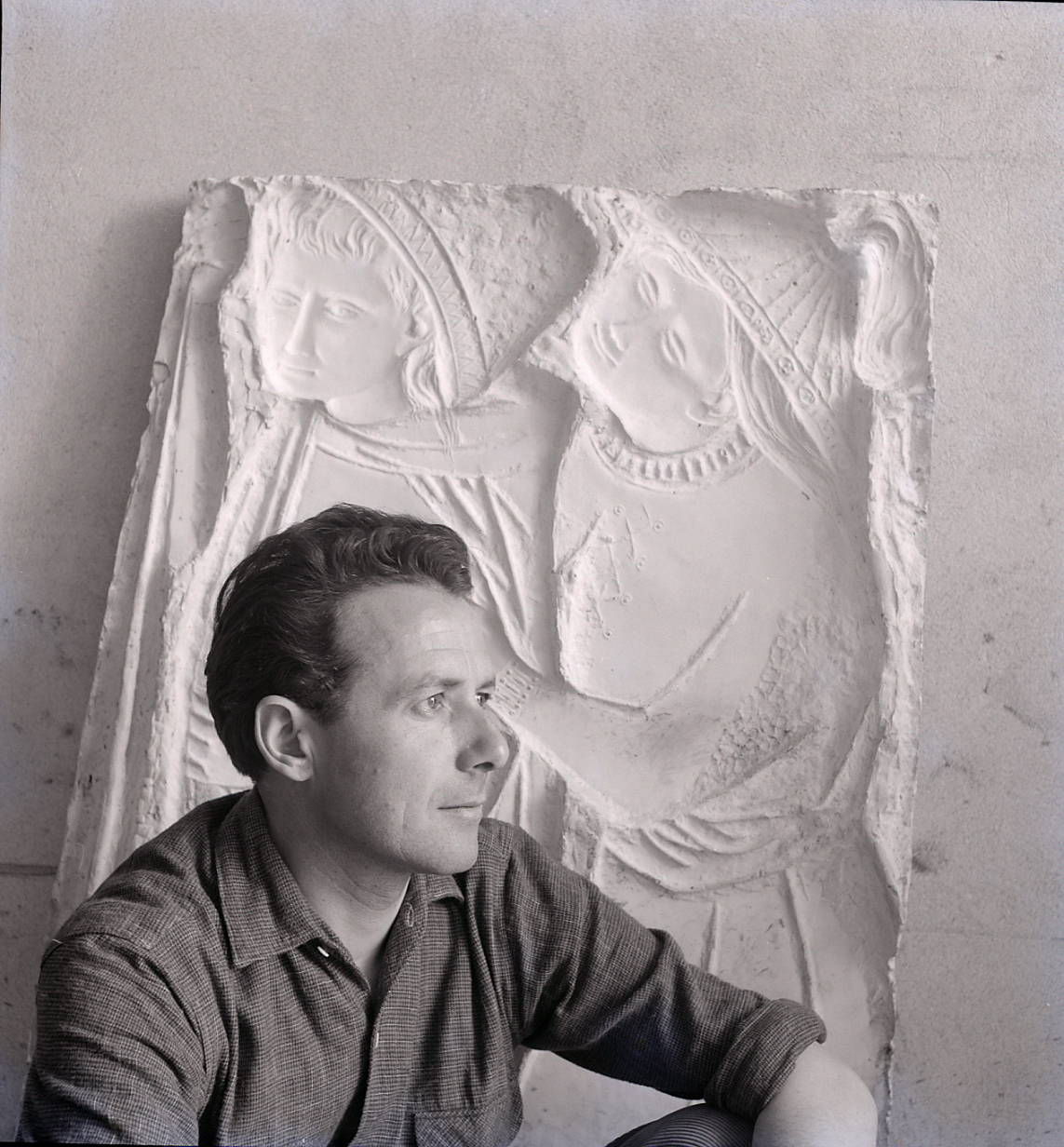
Romano Rui - Paolo Monti, Servizio fotografico, 1965

Romano Rui (Caneva, 1915 – Milano, 23 agosto 1977) è stato uno scultore e ceramista italiano.

## Biografia
Nato a Sarone, una frazione di Caneva, in provincia di Pordenone, Romano Rui è stato uno scultore prolifico e ha lavorato con vari materiali: bronzo, ceramica, marmo, resine sintetiche, legno, rame ed altri materiali metallici. Allievo di Leone Lodi, dopo la maturità al Liceo Artistico ha studiato scultura, compagno di Francesco Messina all'Accademia di Belle Arti di Brera. Dal 1942 al 1952 ha insegnato al Liceo Artistico di Brera e dal 1945 è stato assistente di Plastica ornamentale al Politecnico di Milano, presso la facoltà di Architettura, ottenendo nel 1961 la libera docenza. Dal 1965 al 1977 ha insegnato a Brera Tecnologia della Scultura. Tra i suoi allievi, Alfredo Mazzotta. Aveva aperto un proprio studio di scultura a Milano, in via Guido d'Arezzo, più tardi trasferito in via Vesio 14.
Collaboratore di Gio Ponti, creava elementi di arredo in edifici da lui progettati. La sua produzione in ceramica  - vasi, pannelli  anche a soggetto sacro, monili - ha avuto inizio nel dopoguerra.

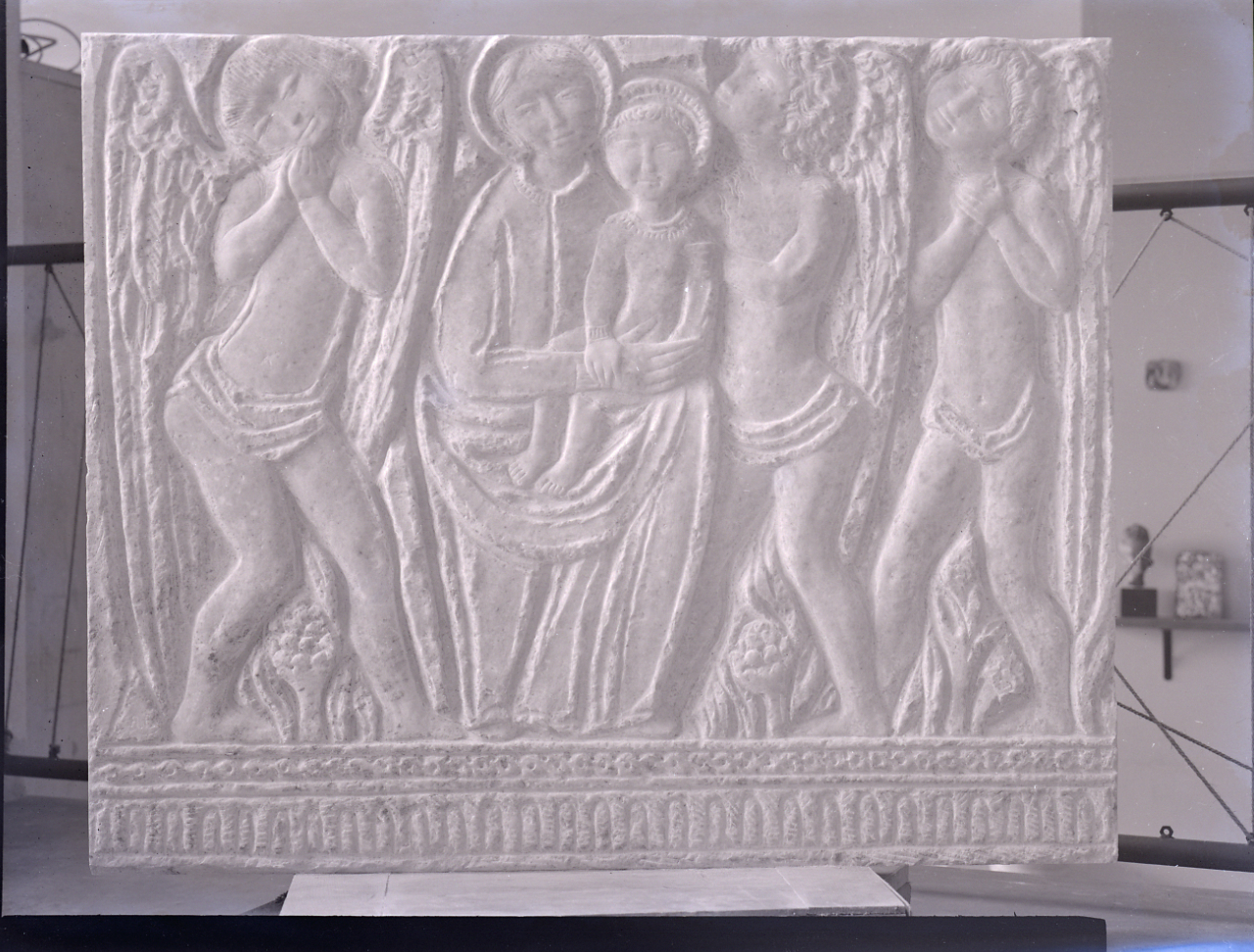
Romano Rui, Madonna con Bambino e angeli - Paolo Monti, Servizio fotografico

### Opere a soggetto religioso
Per la Chiesa di San Gottardo in Corte, a Milano, scolpì in rame argentato la Madonna dei dispersi, dedicata ai soldati caduti nella campagna di Russia e a quelli di ogni guerra. Nella parrocchiale dei SS. Gervaso e Protaso, a Cucciago, la grande pala bianca, in pietra di Vicenza lavorata a scalpello, è una sua opera, come la mensa dell'altare.
Scolpì nel 1956 un paliotto d'altare in ceramica smaltata, raffigurante "Gli Apostoli  intorno a Cristo".  A Milano, nella chiesa della Resurrezione di Nostro Signore Gesù Cristo, è una sua opera il grande crocefisso pensile di legno intagliato. Altre sue sculture sono a Milano, nella Chiesa di San Francesco di Sales.

### Altre opere
Per il Palazzo della Banca Popolare di Lecco, ha realizzato in pietra un pannello esterno. Due sue ceramiche, dal titolo Il velo della sposa e La nascita della nave, erano nel gran bar di prima classe del transatlantico italiano Andrea Doria. Alla Biblioteca comunale centrale di Milano, nell'atrio dello schedario generale c'è un suo grande pannello in ceramica che rappresenta Sant'Ambrogio e la cultura milanese.
Per la Villa Planchart, a Caracas, costruita su disegno di Gio Ponti, ha scolpito due caminetti e un altro camino, rivestito con un pannello in acciaio smaltato, lo ha realizzato nel 1958. Una grande parete, metri 10x6, in lamierino smaltato a fuoco, con pannelli sovrapposti da lui progettati, è stata eseguita dalle Smalterie Lombarde. Del 1936 è un suo gesso policromo, dal titolo La famiglia. Del 1957 è uno sbalzo in rame, 86x118 cm, che rappresenta Una famiglia e Milano con la Torre Velasca. Del 1964-1965, il Portale in bronzo del palazzo della Camera di commercio di Ferrara, il cui modello fu ottenuto da una lastra di polistirolo espanso traforata ed elaborata col cannello a fiamma.
Ha pubblicato la cartella rigida di tela, Impronte,  contenente cinque plastigrafie, con presentazione di Dino Formaggio.

## Riconoscimenti
- 1942. Premio San Giorgio per la scultura all'Accademia di Brera.
- 1946. Primo premio per la scultura alla Mostra Nazionale di Arte Sacra di Bergamo.
- 1948. Premio Maimeri alla Mostra del Sindacato Artistico.
- 1951. IX Triennale di Milano, medaglia d'oro per l'altorilievo dello scalone d'onore e medaglia d'oro per la personale di ceramica.
- 1953. Premio internazionale dell'Ente Marmo di Carrara, per la scultura Stele Gatti.
- 1957. XI Triennale di Milano, medaglia d'oro per la personale di ceramica.
- 1959. Medaglia d'oro alla Biennale d'Arte Sacra a Novara.
- 1959. Medaglia d'oro a Monaco di Baviera, per smalti su ferro.
- 1962 Medaglia d'oro a una collettiva di ceramica, a Praga, organizzata dalla Triennale di Milano.

## Mostre
- 1951. Milano. Personale di ceramica alla IX Triennale.
- 1953. Stoccolma.  Personale alla mostra organizzata dalla Biennale di Venezia.
- 1953. Parigi. Personale di ceramica alla mostra organizzata dalla Triennale di Milano.
- 1956. Parigi. Personale di ceramica alla mostra organizzata da Giò Ponti.
- 1957. Milano. Personale di ceramica alla XI Triennale.
- 1959. Monaco di Baviera. Personale di smalti su ferro.
- 1961. Udine-Germania-Milano. Personale di ceramica.
- 1968. Sacile. Personale di tutta l'attività.
- 1979. Milano. Retrospettiva antologica alla Permanente.

## Musei che custodiscono sue opere
- Amburgo. Museum für Kunst und Gewerbe
- Città del Vaticano. Collezione d'arte religiosa moderna
- Faenza. Museo internazionale delle ceramiche in Faenza
- Milano. Galleria d'arte Moderna
- Norimberga. Bayerisches Landesgewerbemuseum
- Stoccarda. Wurttembergisches Landesgewerbemuseum
- Teolo (PD). Museo di arte contemporanea Dino Formaggio
- Udine. Civici musei e gallerie di storia e arte